# Улица Раэкоя
Улица Ра́экоя (эст. Raekoja tänav — Ратушная) — улица в историческом районе Старый город Таллина, Эстония. Одна из самых старинных и самых коротких улиц Старого города.

## География
Пролегает в микрорайоне Ваналинн городского района Кесклинн между улицами Куллассепа и Ванатуру-каэл, непосредственно за стеной городской ратуши. 
Протяжённость — 58 м.

## История и застройка

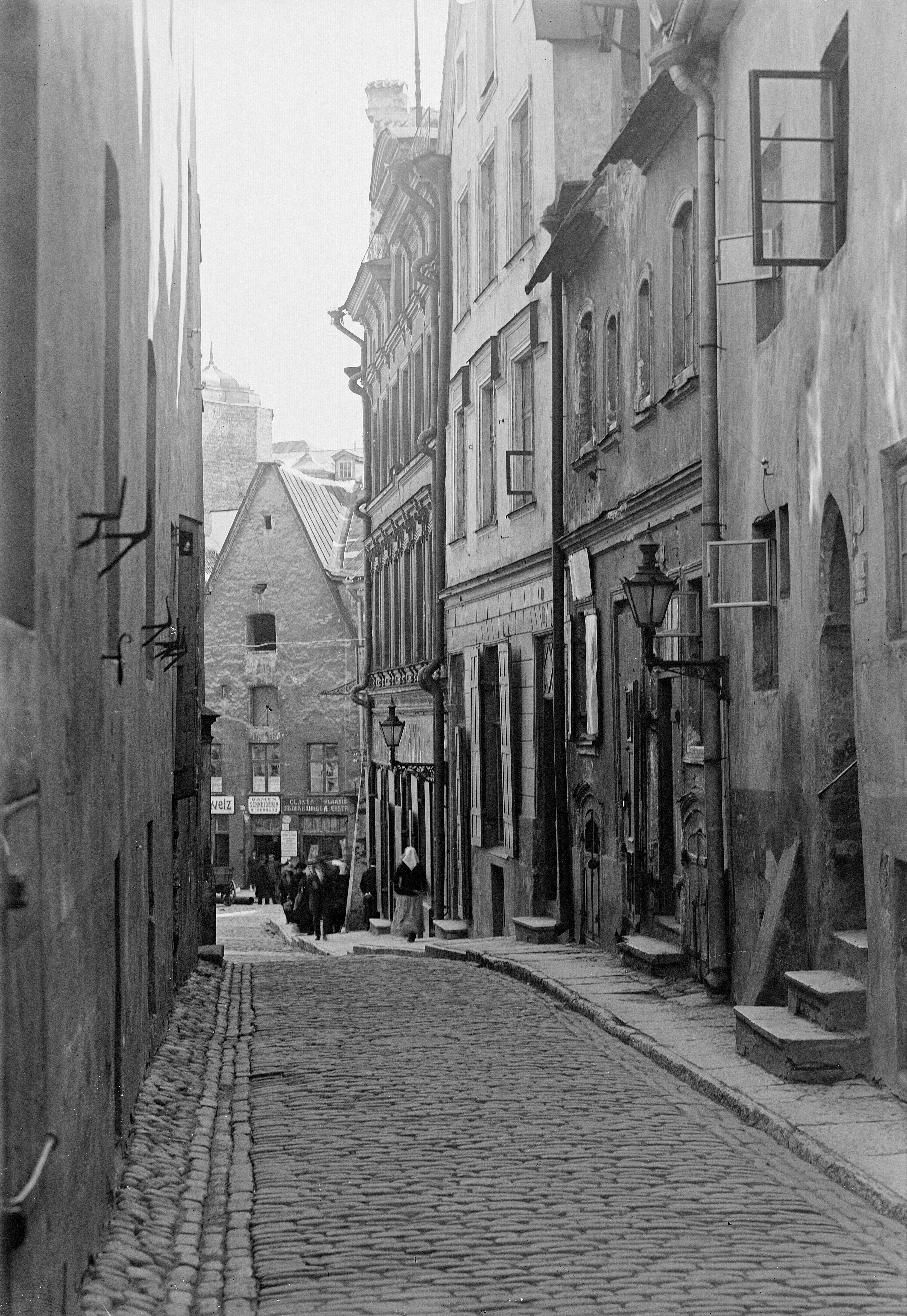
Улица Раэкоя в 1900—1910 годах

Улица известна прежде всего тем, что с XIV по XIX век в двухэтажном каменном доме номер 6 располагалась Ратушная (городская) тюрьма (odelie, Büttelei) и находилась квартира помощника палача. В доме 4, который также относится к XIV веку, жил начальник тюрьмы и приставы. В 1441—1442 годах это здание расширили за счёт соседнего небольшого жилого дома и образовали единое здание, в настоящее время имеющее регистровый номер 4/6. Когда тюрьму закрыли, бывшие тюремные камеры с арочными сводами были перестроены в квартиры. 
Дом 4/6 по улице Раэкоя оказался в числе трёх домов в Старом городе Таллина, реставрация которых была произведена при финансовой поддержке из Москвы специально к парусной регате Летних Олимпийских игр 1980 года, двумя другими были башня «Толстая Маргарита» и средневековый купеческий жилой дом с амбаром — здание Пепперсака на улице Виру (эст. Peppersacki hoone). 
До реставрации бывшее здание городской тюрьмы и бывший дом начальника тюрьмы находились в исключительно плохом состоянии. Это были аскетичные, но очень своеобразные постройки. Квартиры в них имели деревянные подвесные потолки, что было характерно для жилых домов того времени. В начале XX века о старом назначении дома номер 6 ещё говорили висевшие на стенах подвальных камер массивные железные кольца, к которым приковывали заключенных. К настоящему времени сохранилась система прямых кирпичных лестниц между этажами в задней стене здания и кухонный угол с каминной трубой в холле. Портал здания был преобразован в круглую арку вероятно во время ремонта, проведённого в XVI веке. Здание было отреставрировано польскими реставраторами (фирма PKZ), до этого практически все его помещения долгое время стояли пустыми. В одном из них до 1979 года работал единственный в Старом городе общественный туалет, который был открыт ещё до начала Второй мировой войны. Местные реставраторы в работу польских специалистов не вмешивались, почти все необходимые стройматериалы были доставлены из Польши. Деятельность польской компании контролировало Таллинское реставрационное управление.
В 1980 году в дом 4/6 переехал Музей фотографии — филиал Таллинского городского музея. 
В 1997 году дом 4/6 по улице Раэкоя был внесён в Государственный регистр памятников культуры Эстонии как памятник архитектуры. При инспектировании 28 июля 2011 года его состояние было признано хорошим.
Дом 4/6 — это единственное здание, имеющее регистровый адрес ул. Раэкоя; здание слева от него имеет регистровый адрес ул. Ванатуру-каэл 8, а здание справа — ул. Куллассепа 3. 
- Интерьеры дома по ул. Раэкоя 4/6 до реставрации и реновации. Фотографии 1979—1980 годов  (эст.)

Улица Раэкоя
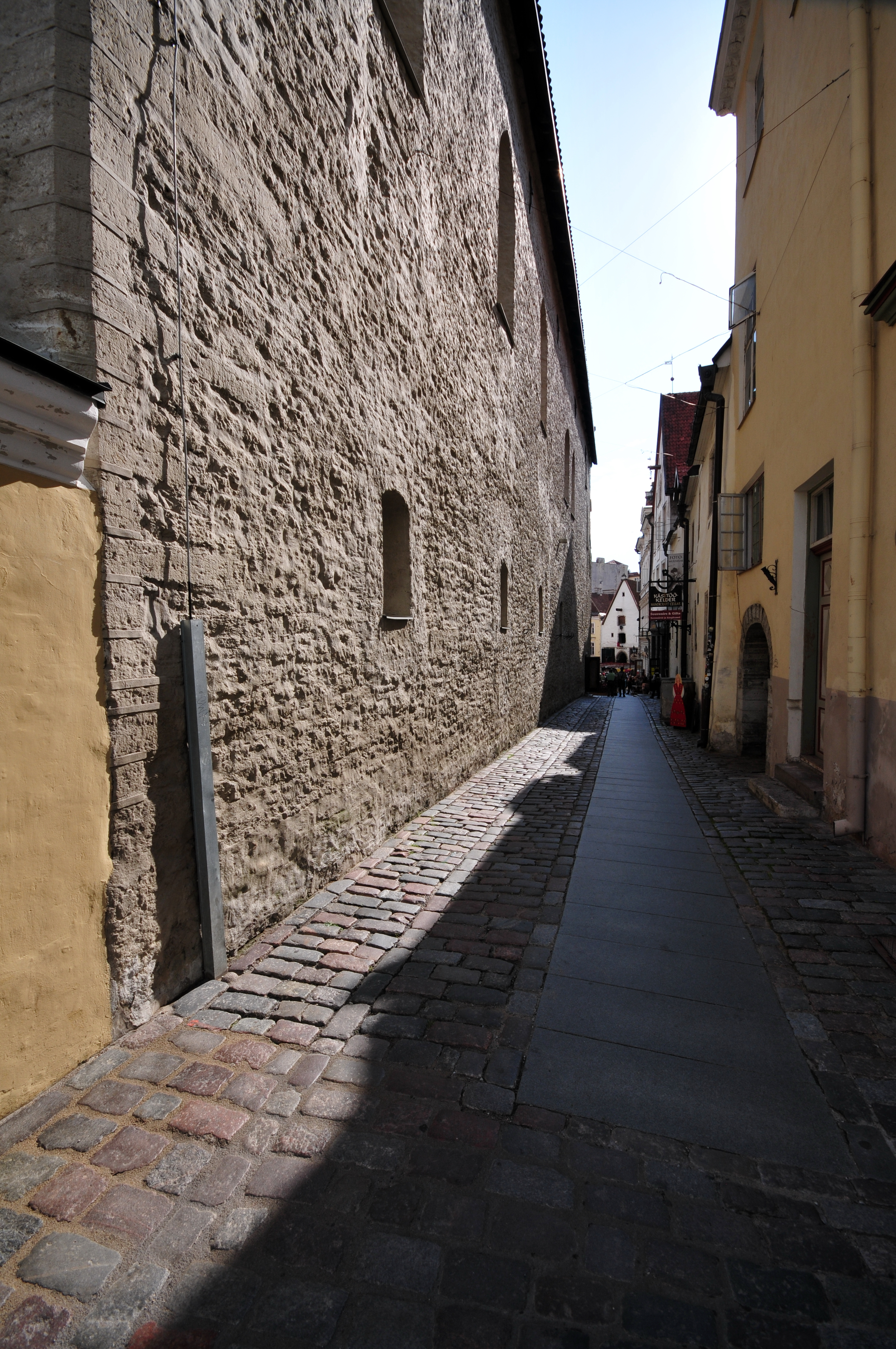
Вид со стороны улицы Куллассепа, слева — стена Ратуши
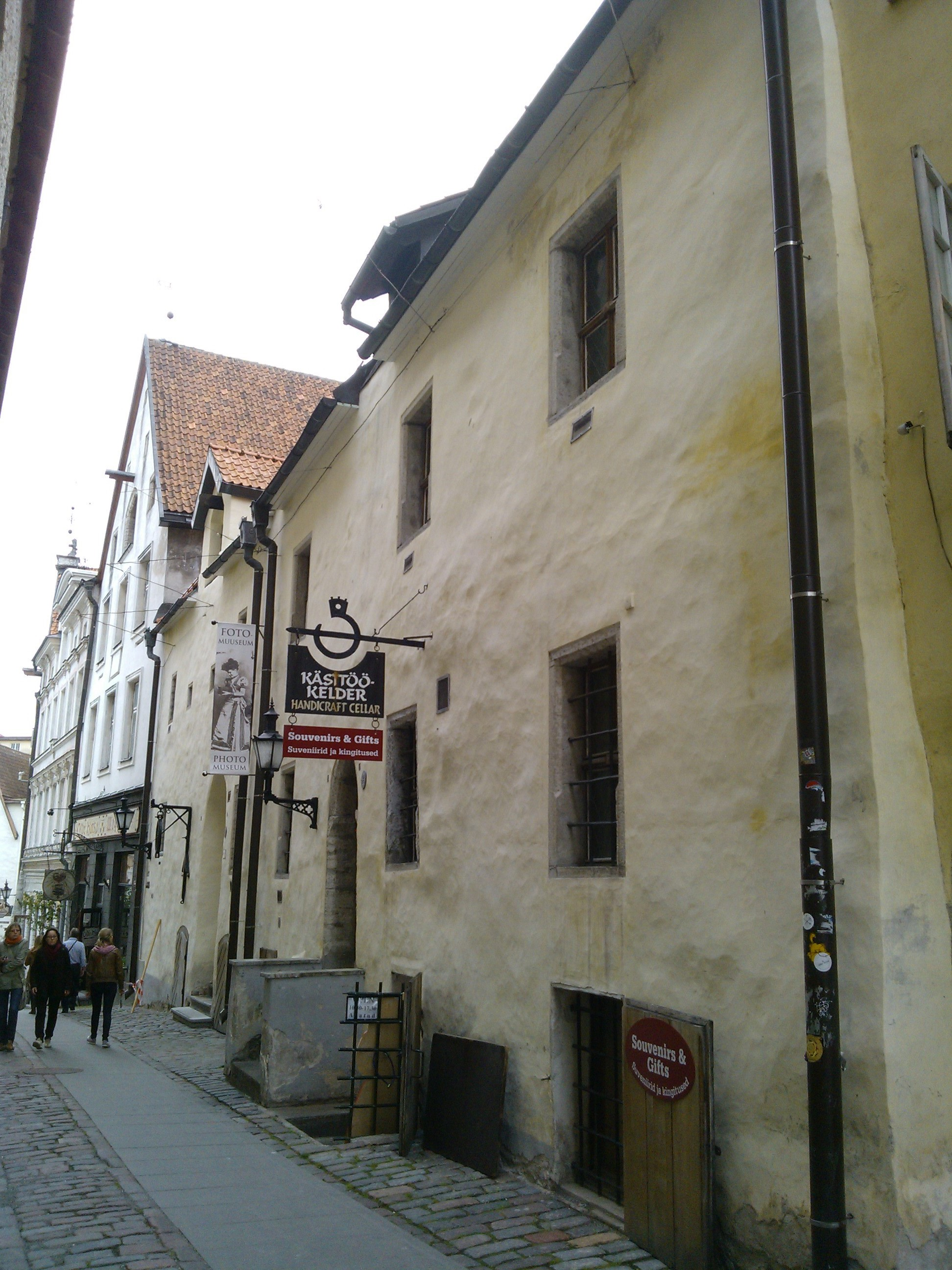
Дом 4/6
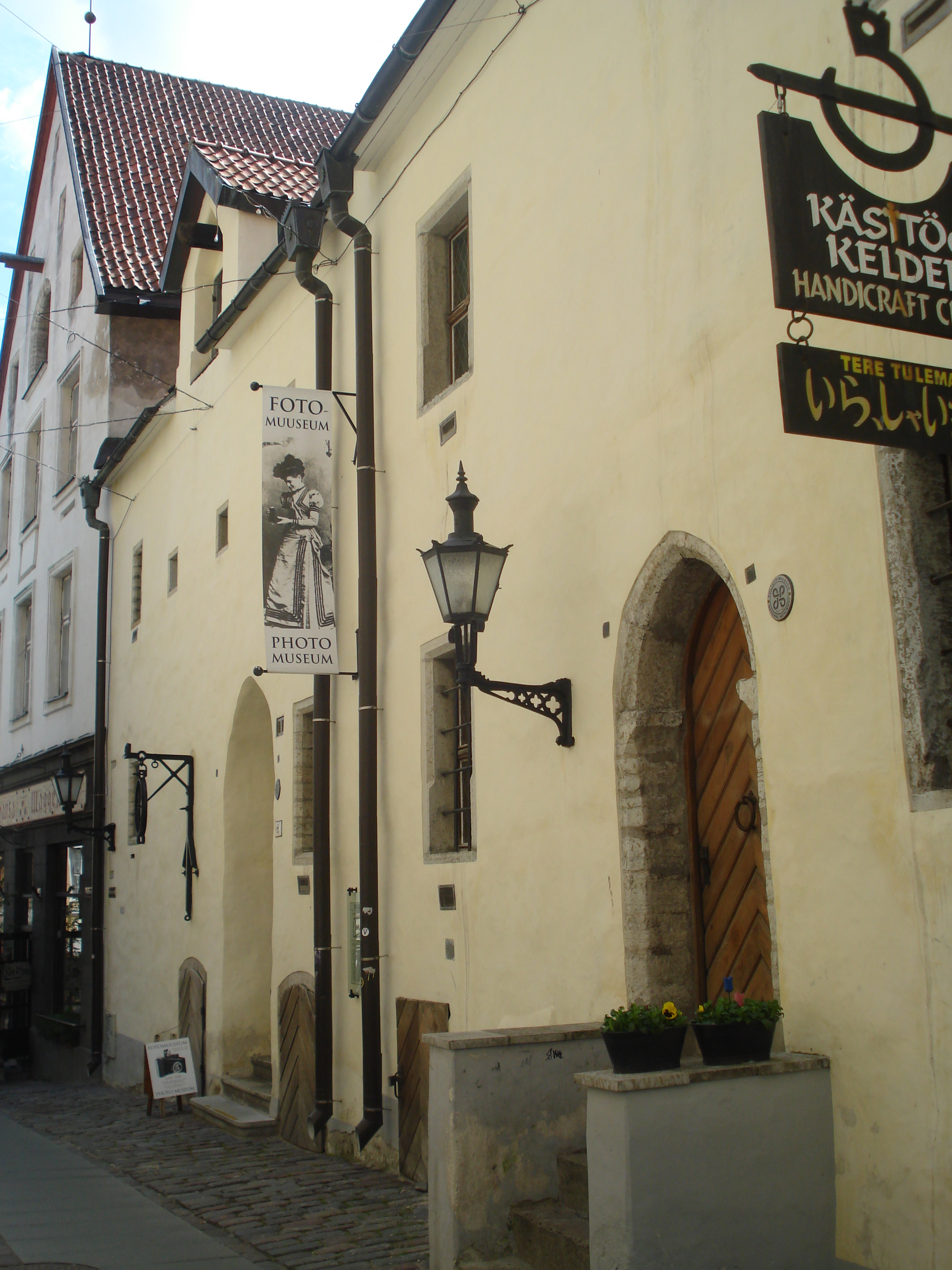
Музей фотографии
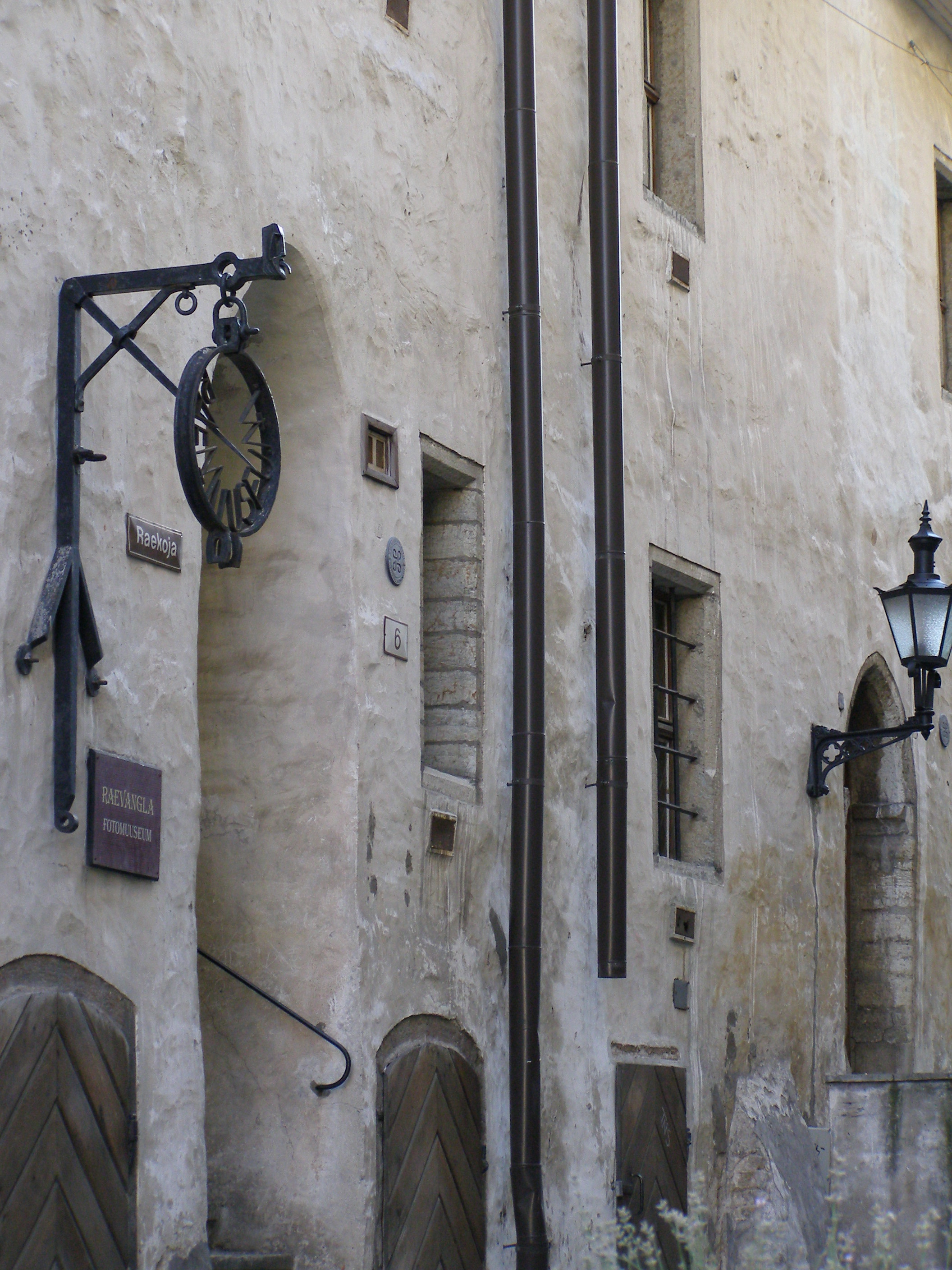
Вход в Музей фотографии
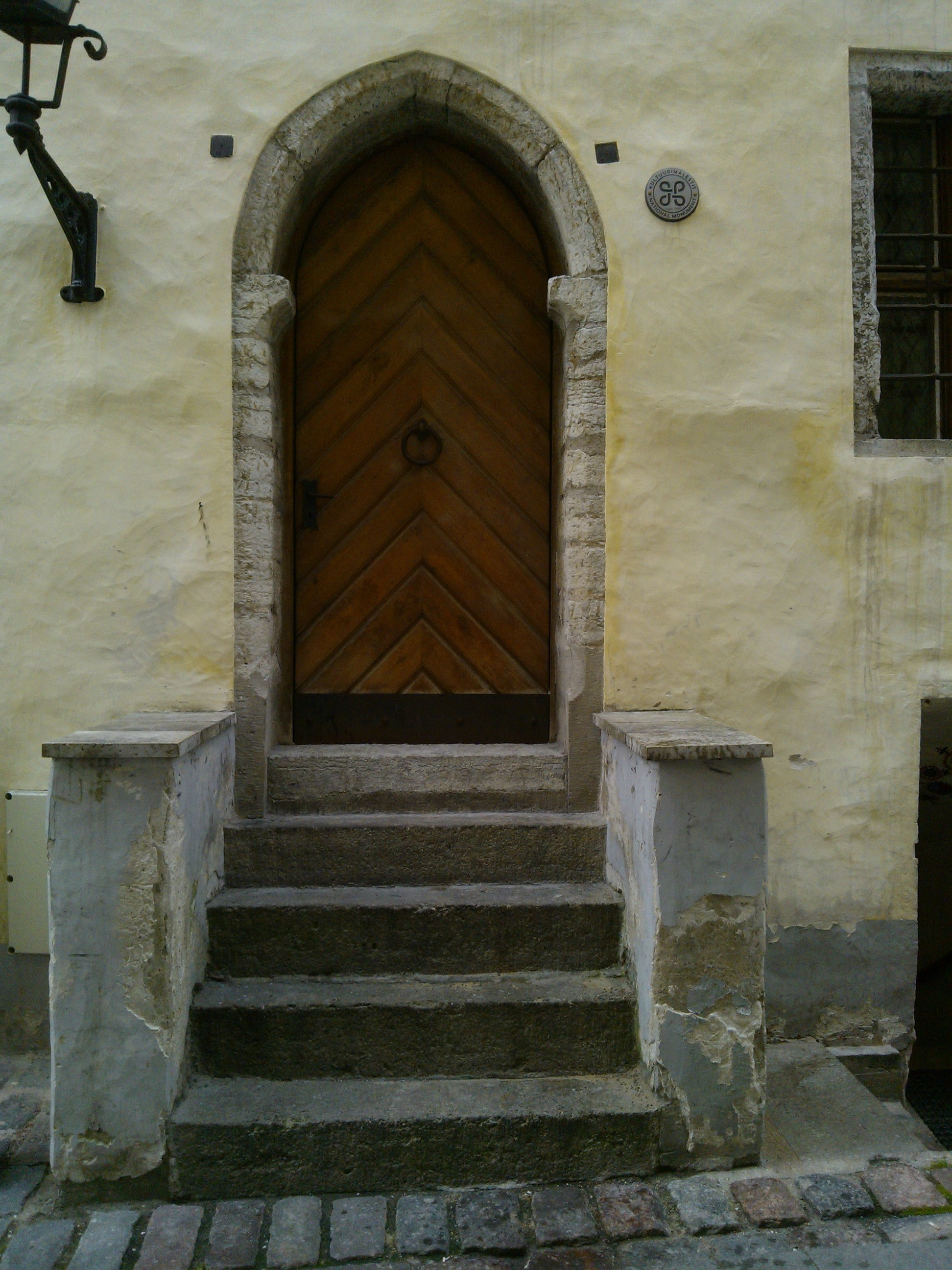
Одна из внешних дверей дома 4/6, дверь в бывшую квартиру начальника тюрьмы
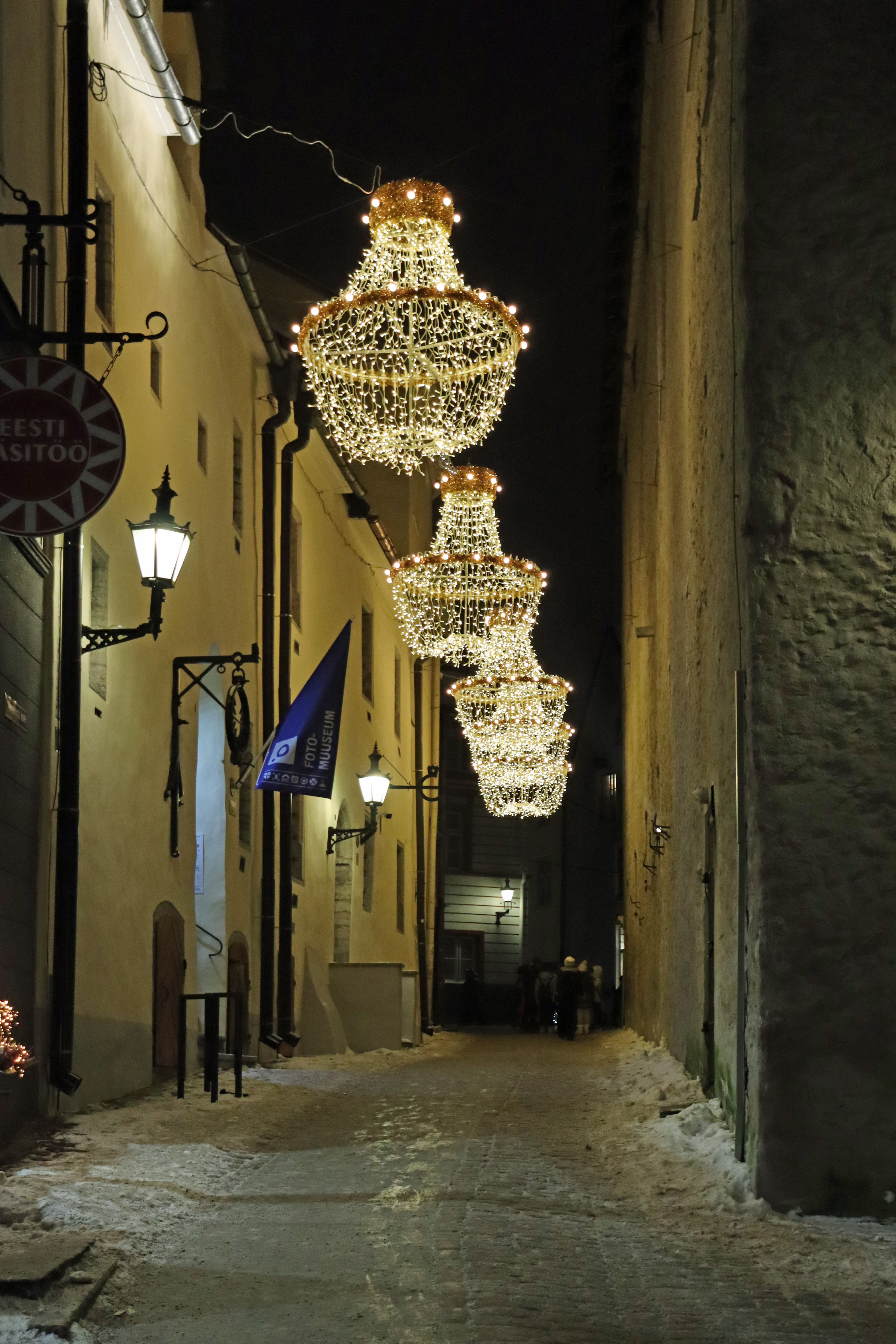
Улица в декабре 2023 года, вид со стороны улицы Ванатуру-каэл